# スリーポインテッド・スター
|  |  |  |  |  |  |  |  |  |  |  |  |  |  |
|  |  |  |  |  |  |  |  |  |  |  |  |  |  |
|  |  |  |  |  |  |  |  |  |  |  |  |  |  |
|  |  |  |  |  |  |  |  |  |  |  |  |  |  |
|  |  |  |  |  |  |  |  |  |  |  |  |  |  |
|  |  |  |  |  |  |  |  |  |  |  |  |  |  |
|  |  |  |  |  |  |  |  |  |  |  |  |  |  |
|  |  |  |  |  |  |  |  |  |  |  |  |  |  |

スリーポインテッド・スター（英語: Three-Pointed Star）とは、メルセデス・ベンツの自動車などに使用される標章である。
1909年に最初のデザインが作られ、現在はドイツの自動車メーカーであるメルセデス・ベンツ・グループ社とダイムラー・トラック社によって使用されている。

## 概要
スリーポインテッド・スターの基となる標章は、ダイムラー・モトーレン・ゲゼルシャフト社（DMG。以下「ダイムラー社」）によって、同社の自動車である「メルセデス」の標章として考案された。最初の標章は1909年6月24日に商標として意匠登録の申請が出され、1910年10月10日に登録された。
三本の光芒は陸・海・空を指しており、それぞれの世界でのモビリティーの発展を意味している。
1926年6月28日にダイムラー社はベンツ社と合併してダイムラー・ベンツとなり、車両の名は「メルセデス・ベンツ」が用いられ始めた。合併に際して両社の標章を融合させる形でメルセデス・ベンツ車の標章としてのスリーポインテッド・スターが完成した。この標章はラウンデルとなっている「エンブレム」と、車両のフードマスコットやグリルで使用される銀色のロゴマーク（現在の正式なブランドロゴ）があり、どちらも使用されている。

### 呼称
「英語: Three-pointed star」や「ドイツ語: Dreizack-Stern」のように、三つの頂点を持つ星（スリーポインテッド・スター）という名で呼ばれることもあれば、「メルセデス・スター」（英語: Mercedes-Star、ドイツ語: Mercedes-Stern）という呼び方がされることもあり、どちらの呼び方もメルセデス・ベンツ・グループ社によって用いられている。

## 沿革

### スリーポインテッド・スターの原型 (1909年)
ダイムラー社によって使用が始められた最初のデザインは三芒星のデザインのみで、円形の縁取りはされていなかった。この意匠はダイムラー社の創業者ゴットリープ・ダイムラーの息子で同社の重役を務めていたパウルとアドルフのダイムラー兄弟によって考案された。
ダイムラー社は1901年に最初の「メルセデス」であるメルセデス・35PSを完成させ、同年に「Mércèdes」の商標登録を行った。しかし、車両に付ける標章（ロゴマーク）は「Mercedes」という文字のみの簡易なもの（上掲）があるのみだった。そこで、ダイムラー兄弟は1900年代半ばに標章を作ることにし、父ゴットリープが妻に宛てて書いた手紙の「ここから星が昇り、それが私たちと子供たちに祝福をもたらすことを願っている」という一節に着想を得て図案を考案した。同時に、4つの頂点を持つ「フォー・ポインテッド・スター」も考案し、商標の申請を行っているが、陸・海・空を示すスリー・ポインテッド・スターが標章として選ばれた。
この標章は1916年に手が加えられ、ラウンデルとなり、4つの小さな星が加えられた。文字の部分は自動車のブランドである「MERCEDES」の他、当時のダイムラーの工場である「Untertürkheim」（ウンターテュルクハイム）、「Berlin-Marienfelde」（ベルリン・マリエンフェルデ）という文字が入れられることもあった。
このラウンデル化された標章は1921年に商標としての申請がされた。

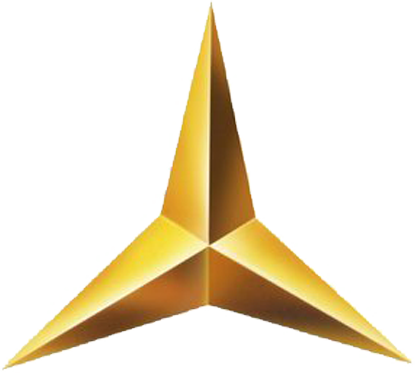
1909年の最初のスリーポインテッド・スター[注釈 2]
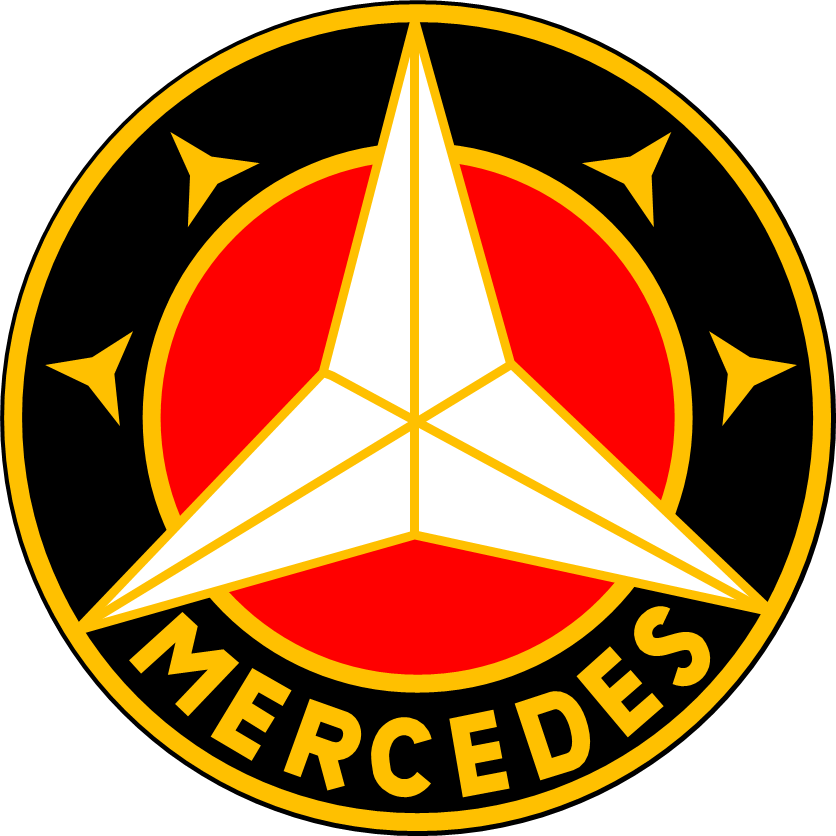
1916年の改変後の標章。ラウンデルとなった。

### 月桂冠の原型 (1909年)
ベンツ社は1885年から自動車製造を始めており、1900年には当時の自動車メーカーの中でも最大の生産数を誇るまでになった。
最初の標章の制定はその後の1903年で、「Original BENZ」の文字を黒いリングギアで囲むというものだった。1900年代のベンツ車は自動車レースで数多くの勝利を挙げ、そのことに因んで、1909年に勝利の証である月桂樹の環（月桂冠）をあしらったラウンデルの標章を新たに制定した。
ダイムラー社の「スリーポインテッド・スター」とベンツ社の「月桂冠」が同年に制定されたのは（かつてゴットリープ・ダイムラーとカール・ベンツがほぼ同時にガソリン自動車を完成させた時と同じく）偶然の一致となる。

1903年の標章
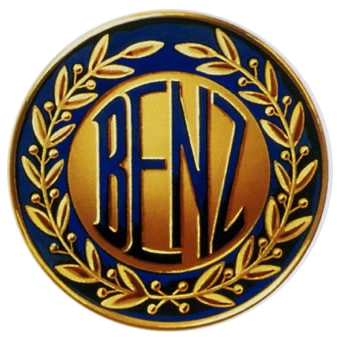
1909年の標章[注釈 3]。月桂冠が追加され、文字はシンプルに「BENZ」の4字のみに改められた[7]。

### メルセデス・ベンツ誕生 (1926年)
第一次世界大戦（1914年 - 1918年）の終戦後、敗戦国となったドイツではインフレにより経済は低迷し、自動車販売も苦境にあった。1900年代から競合していたダイムラー社とベンツ社は生き残りを図るために協力関係を結び、1924年頃から両社の標章を使用した共同広告を頻繁に出していた。
1926年6月28日、両社は合併してダイムラー・ベンツとなり、標章についても両者の重要な要素を残して融合させたものが考案された。すなわち、ダイムラー社の標章からはスリーポインテッド・スターを残し、ベンツ社の標章からは月桂冠を残すという形となった。合併に際して、車両のブランド名はダイムラー社の「メルセデス」とベンツ社の「ベンツ」を合わせて「メルセデス・ベンツ」となり、新たなスリーポインテッド・スターが、エンブレムやフードマスコットとして用いられるようになった。
ダイムラー時代の1921年11月から、スリーポインテッド・スターと円のみを使用した形のラジエーターマスコットが使用されるようになり、これはダイムラー・ベンツ車両にも引き継がれ、フードマスコットとして長く使われることになる（→#自動車における使用）。1989年にはこの意匠に基づいた標章がダイムラー・ベンツの正式な標章となった。一方、1926年以来のラウンデルを用いた標章はその後もほとんど変更されることなく、2020年代の今日まで車両のボンネット前端に掲げられ、使用が続けられている。

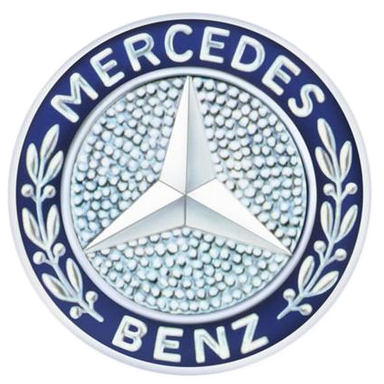
1926年の標章[注釈 4]。エンブレムとして用いられ、現在もほぼ同じ意匠でボンネット前端に付けられている。
1933年に追加された標章[3]
1989年に制定された標章。現在のブランドロゴ（次画像）にはこちらの標章が用いられている。
メルセデス・ベンツの現在のブランドロゴ

## 自動車における使用

### マスコットの誕生
ダイムラー社の最初のスリーポインテッド・スターは1909年頃からラジエーターの装飾として導入された。その後、ラジエーターキャップの装飾として、スリーポインテッド・スターのマスコットがラジエーター上に直立して掲げられるようになった。1930年代以前に自動車会社が独自のマスコットを付けるのは当時一般的に行われていたことである。
ダイムラー・ベンツとなった後も、ダイムラー時代とほぼ同じ意匠のラジエーターマスコットが使用され続けた。ベンツ社との合併に伴い、マスコットにも月桂冠を足す試案も検討されたが、採用はされなかった。

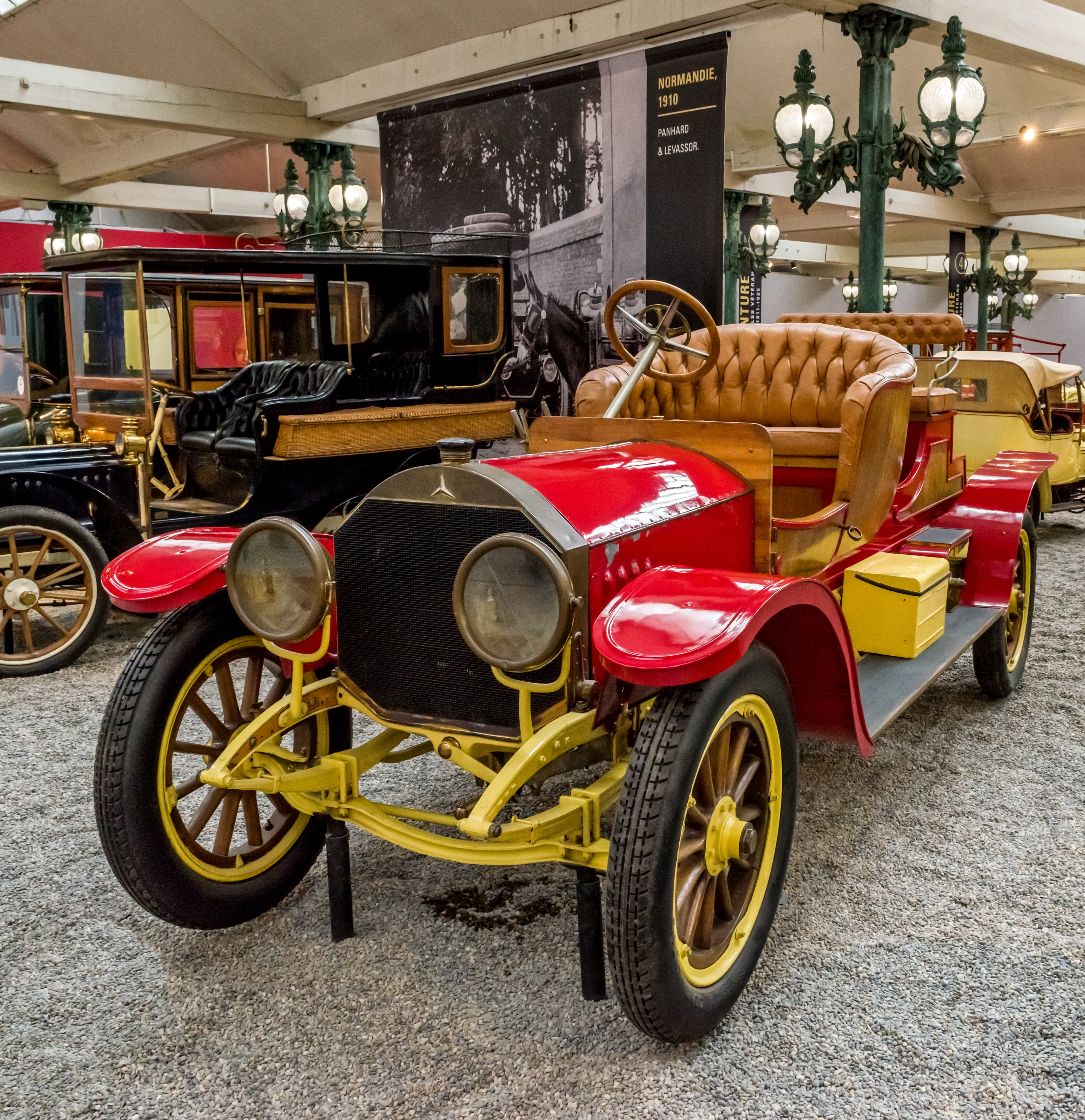
1910年頃: メルセデス・ダブルフェートン（イタリア語版）。スリー・ポインテッド・スターを掲げ始めた頃の車両[1]。
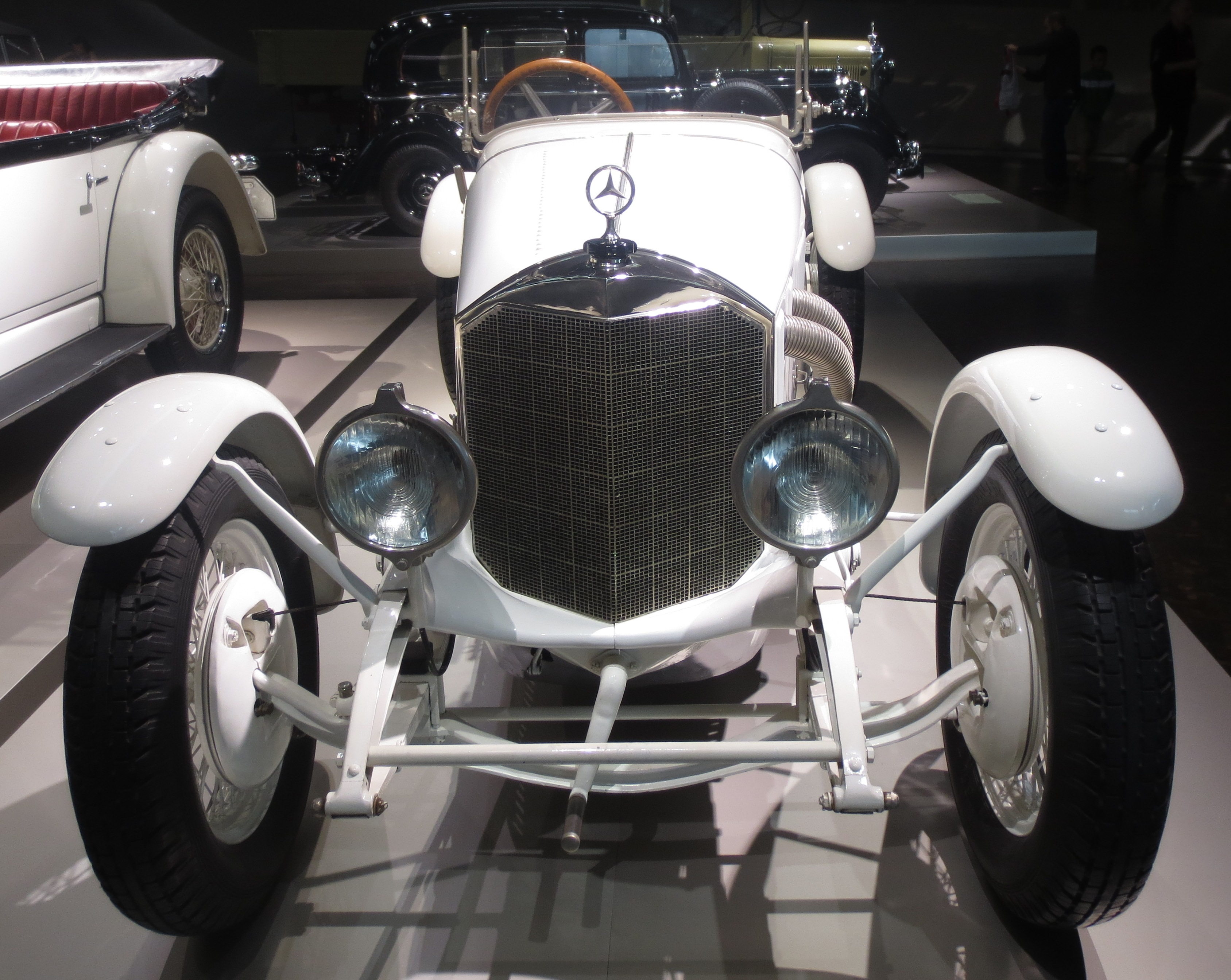
1923年: メルセデス・10/40PS（英語版）。ダイムラー社時代のラジエーターマスコットを装着している。このシンプルな造形が1989年に制定された標章の基となる。
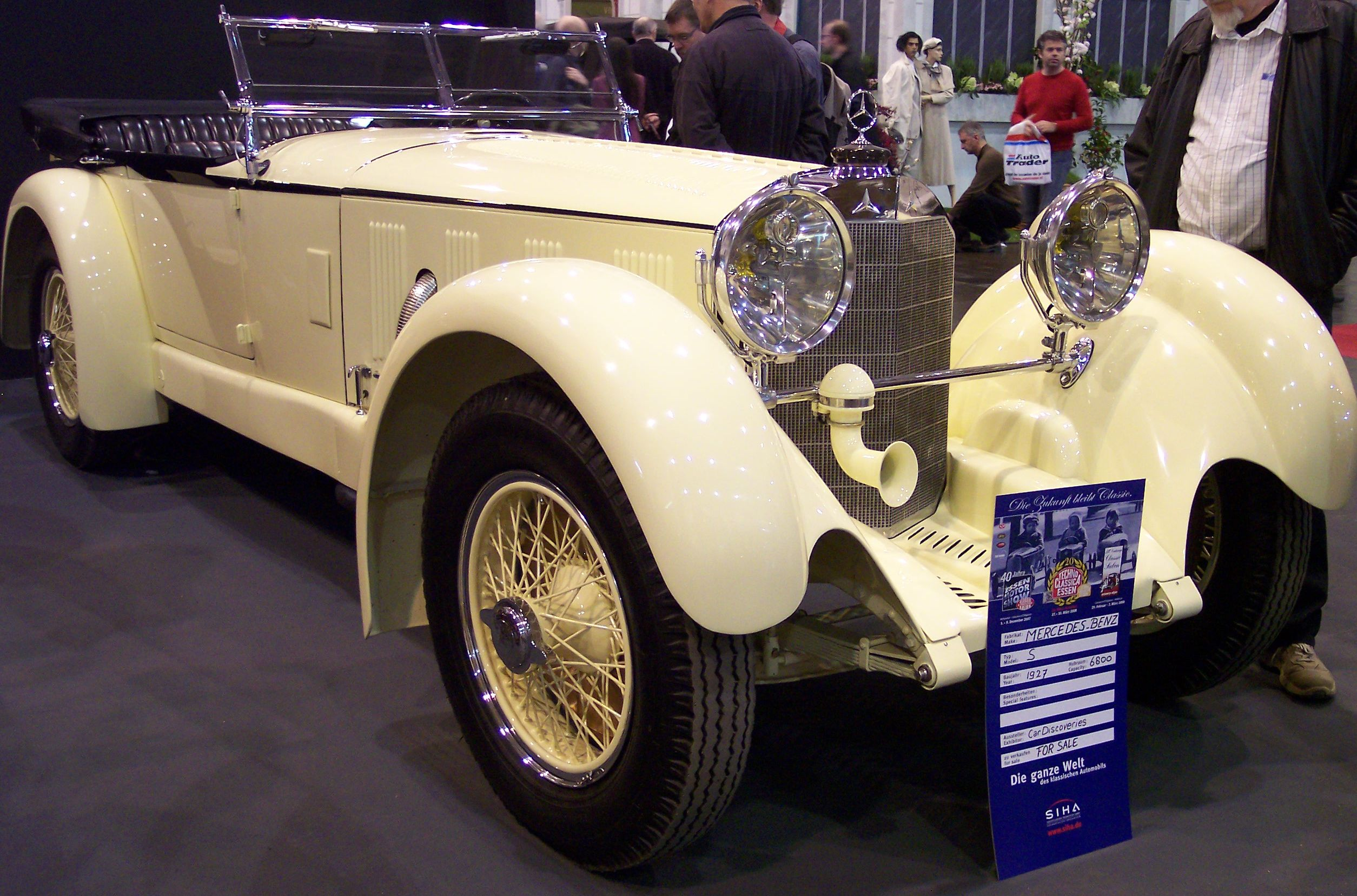
1927年: メルセデス・ベンツ・W06（タイプS）。ダイムラー・ベンツ設立初期のラジエーターマスコット。
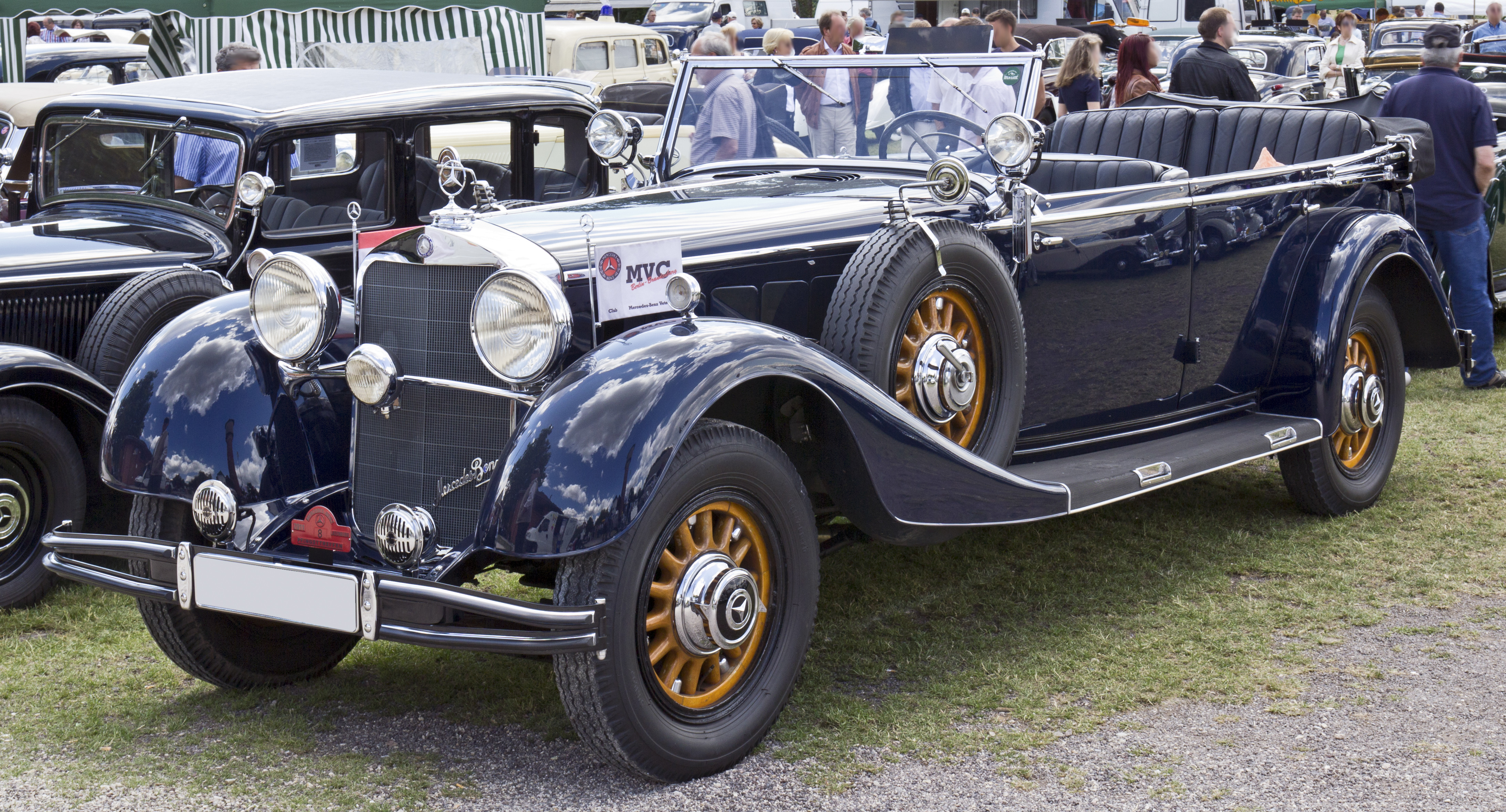
1930年: W07（770）。当時の最高級車で各国の国家元首などに愛用された。ホイールキャップにもスリーポインテッド・スターがあしらわれている。
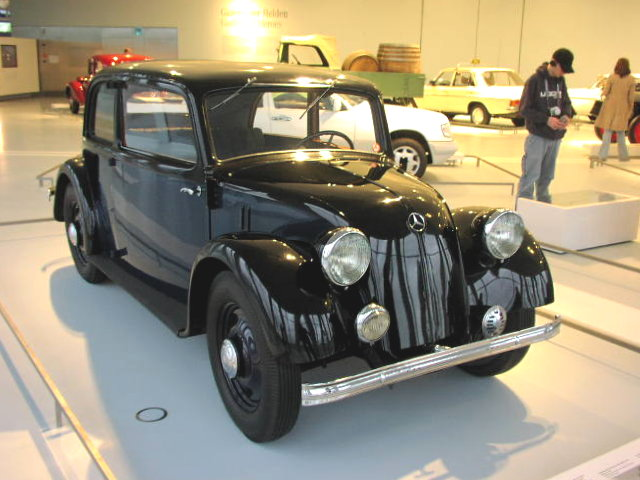
1934年: W23（英語版）（130）。初期の例外で、リアエンジン車であるため車体前部にラジエーターがないため、マスコットを直立させずボンネット表面に沿って置いている[9]。
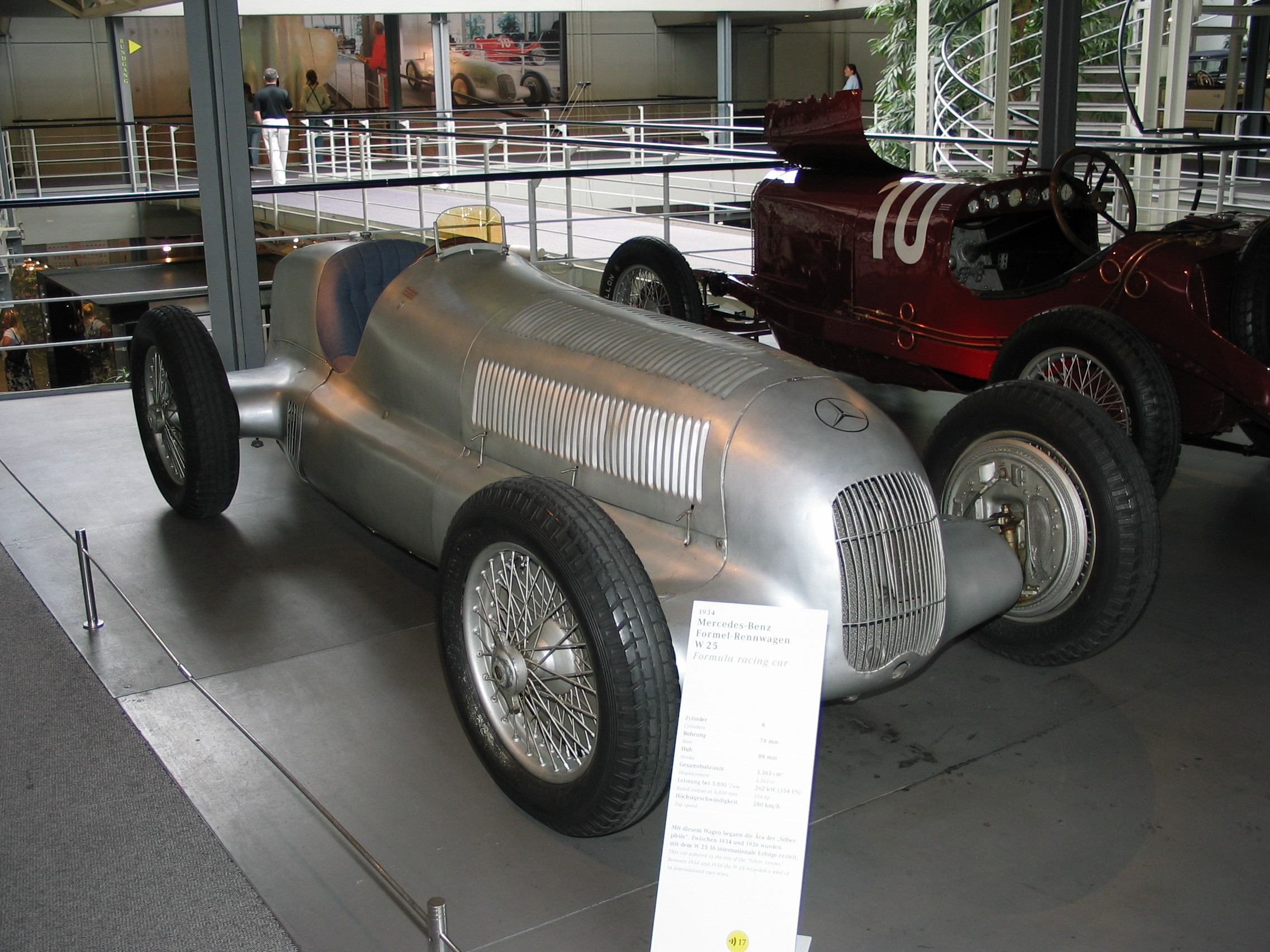
1934年: W25。スリーポインテッド・スターが塗装で描かれている。空力的な影響を無視できないレーシングカーではしばしばこうした塗装やシールが用いられる。
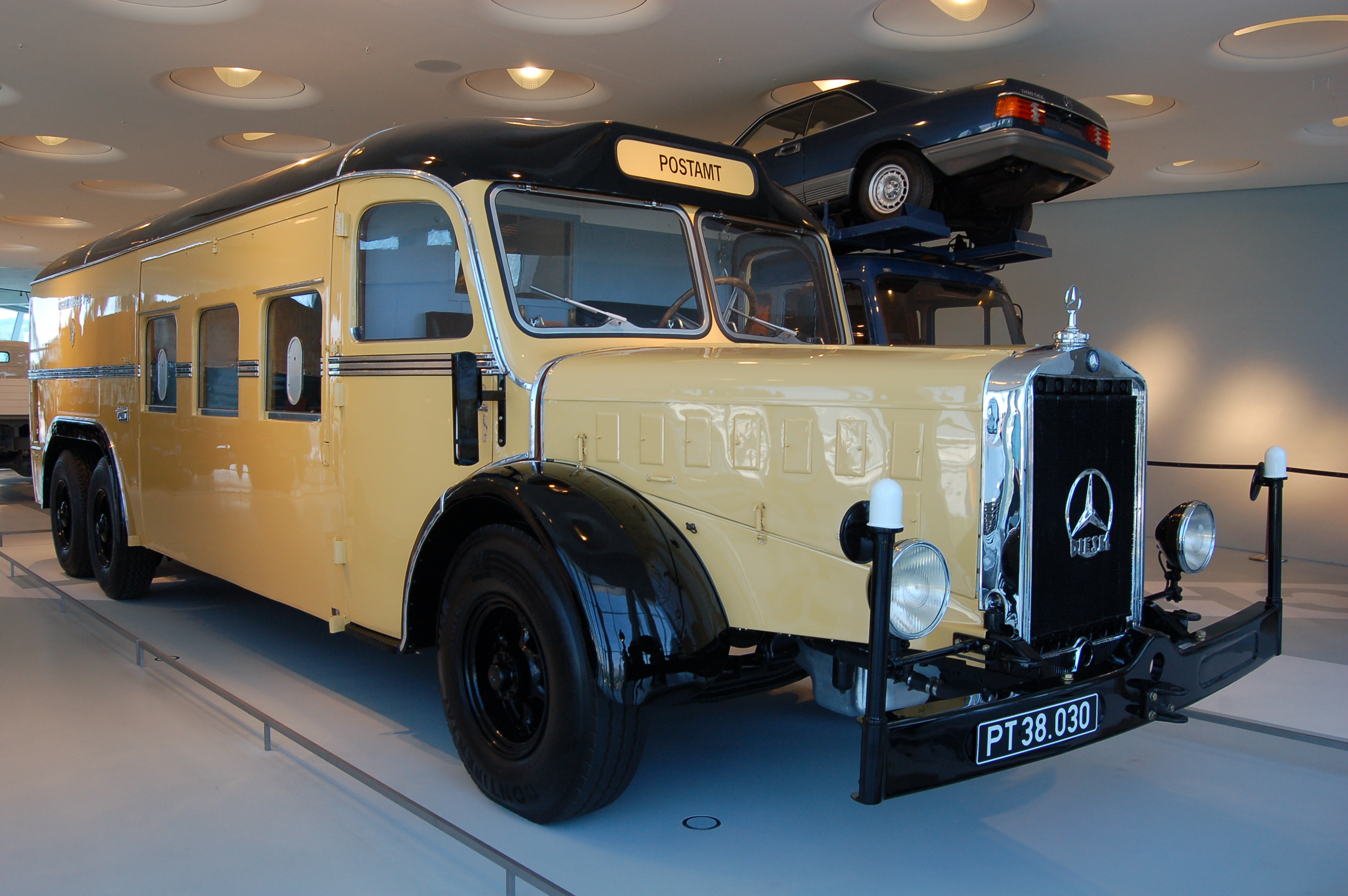
1930年代: O 10000（フランス語版）。ボンネットバス/トラックでもラジエーターマスコットが使用されていた。そうした車両のフロントグリルでは「DIESEL」の文字と共に使用することが一般的だった[9]。この車両では車体正面の3ヶ所に標章が用いられている。

### 第二次世界大戦以降

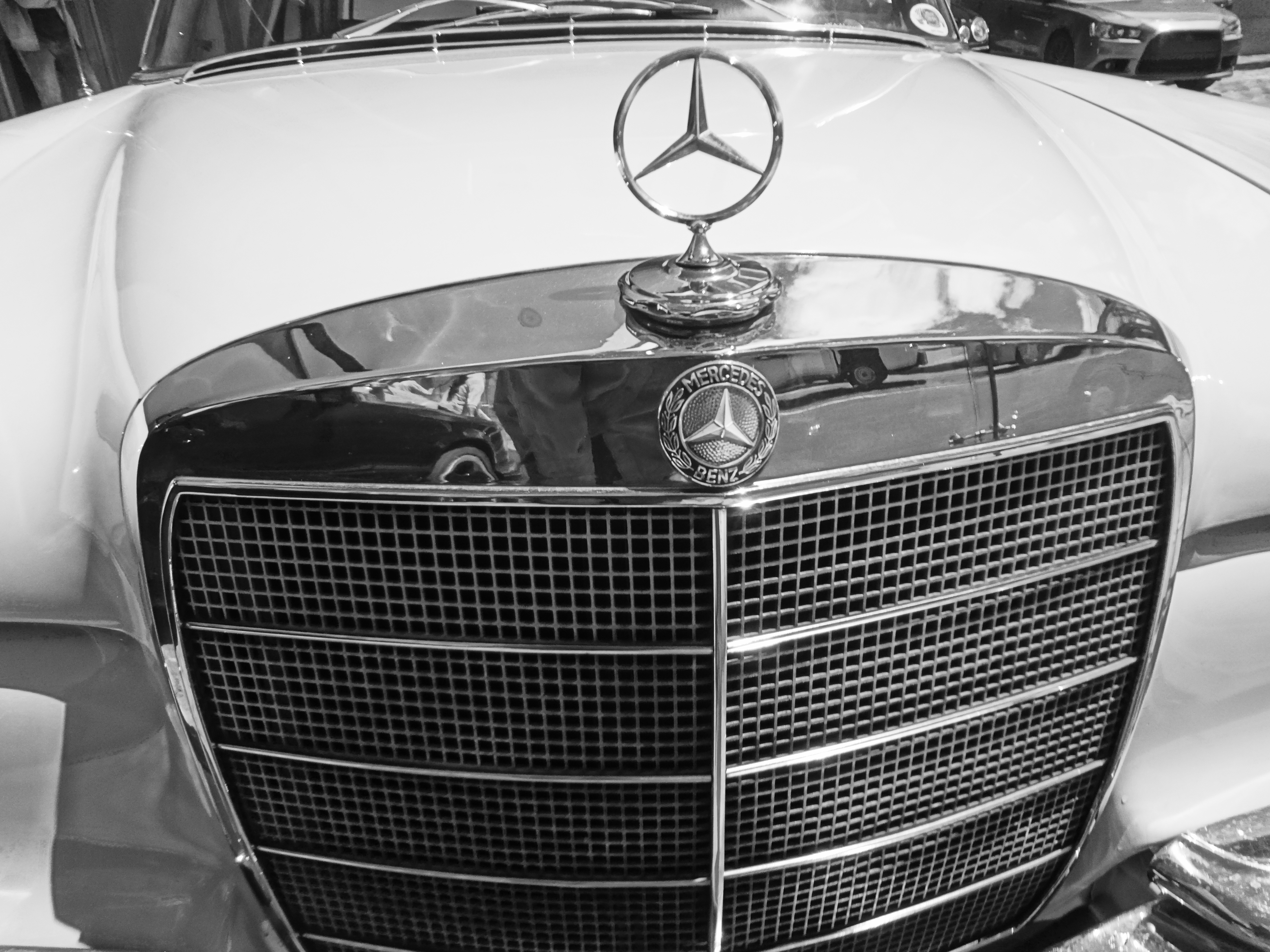
1920年代からエンブレム（「MERCEDES BENZ」と書かれている）とマスコット（もしくはフロントグリルの標章）を併用している。

第二次世界大戦後、ボンネット上にラジエーターキャップを置くことがなくなっていったことに伴い、自動車会社各社はボンネット上の「ラジエーターマスコット」を撤去していった。ダイムラー・ベンツの場合、スリーポインテッド・スターはダイムラー兄弟の上記の着想から制定されたものであり、「幸運の星の下で安全を願う」というメッセージが込められている。そのため、ラジエーターキャップが必要なくなった後もボンネット上にマスコット（フードクレストマーク）を置く伝統は続けられた。
こうしたボンネット上のマスコットは、衝突事故が発生した時の歩行者の安全性を高めるため、1957年からはバネが入れられ、衝突時に自動的に曲がるようになった。
2010年代までは、スリーポインテッド・スターの使用は車体前部に配置したもののほかは、他メーカーの標章と同じく、車体後部や、ホイールキャップ程度に限られていた。2020年代に入ると、スリーポインテッド・スターの形状はフロントラジエーターグリルの模様や、フロントライト、リアライトの点灯部といった箇所の意匠としても使用されるようになっていっている。

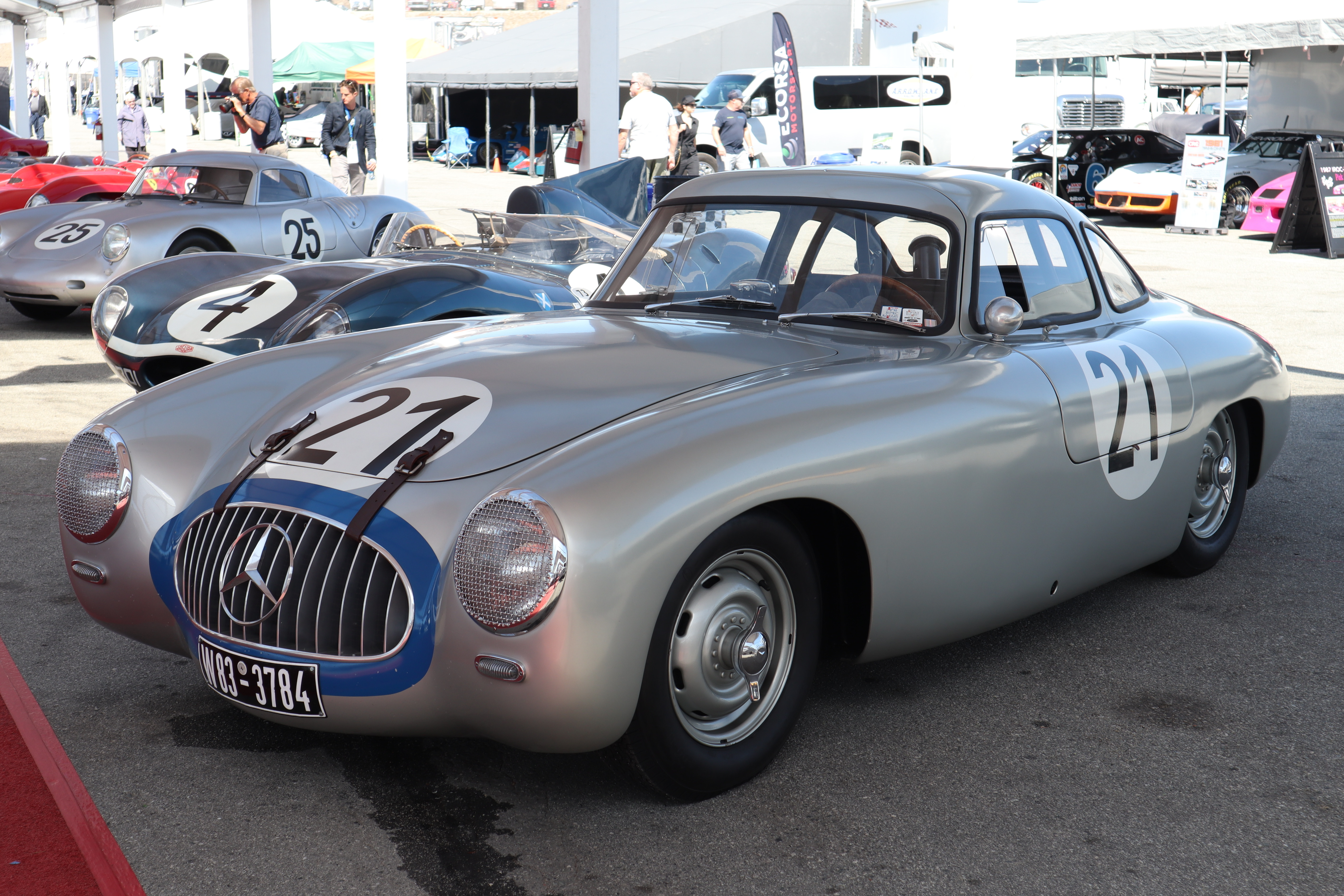
1952年: メルセデス・ベンツ・300SL（英語版）（W194）。乗用車では、レーシングカーであるこのモデルからフロントグリルに標章を配するようになった[5]。
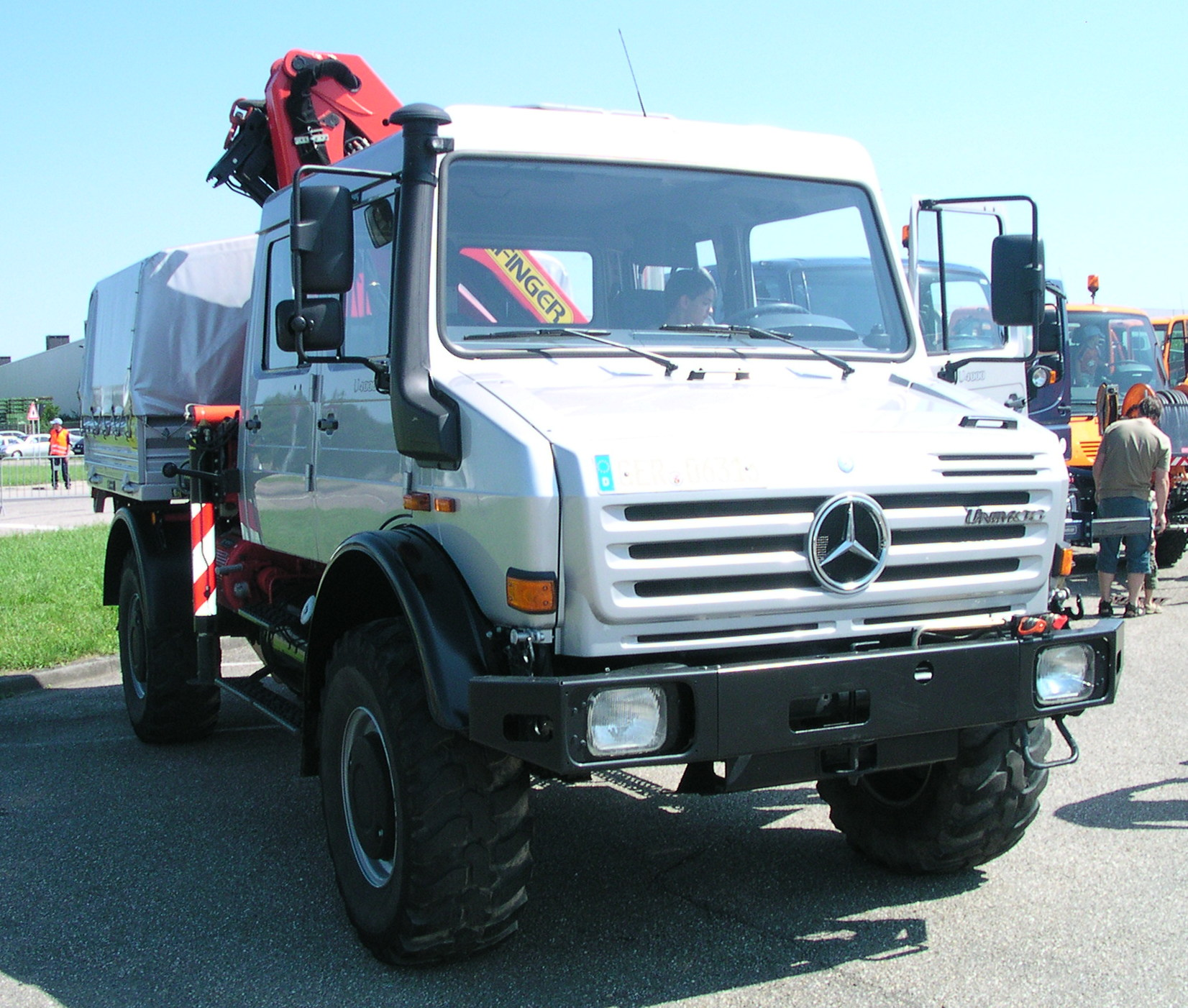
ウニモグ。スポーツカーやトラックでフードマスコットは基本的に用いず、フロントグリルに大きなスリーポインテッド・スターが用いられている[5]。
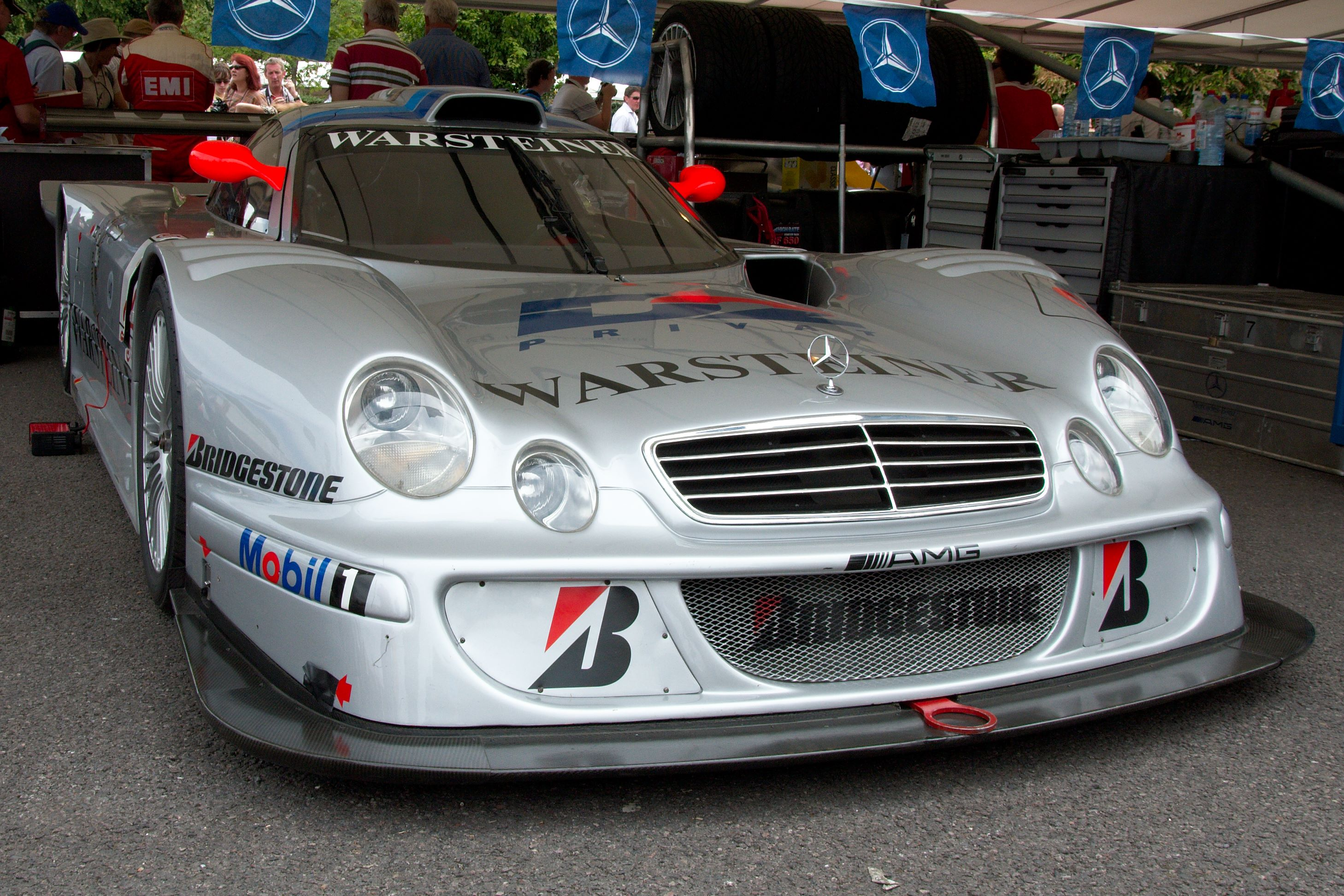
1998年: メルセデス・ベンツ・CLK-LM。最高時速300 km以上で走るレーシングカーにフードマスコットを装着した珍しい例[注釈 6]。
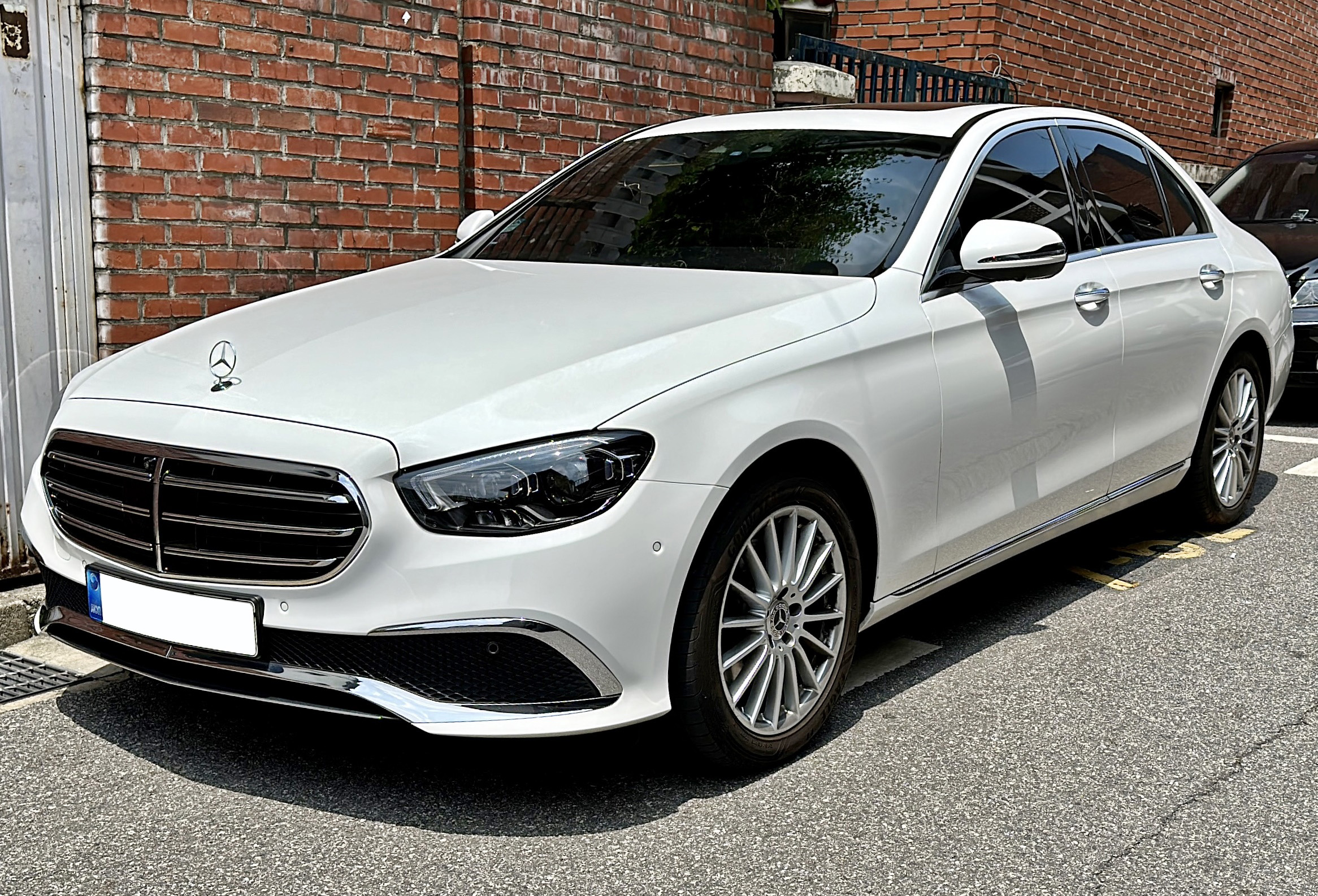
2010年代: Eクラス（W213）。フードマスコットを装着。1990年代以降、フードマスコットは省略されることが増え[9]、限られた車種やグレードのみに用いられるようになった。
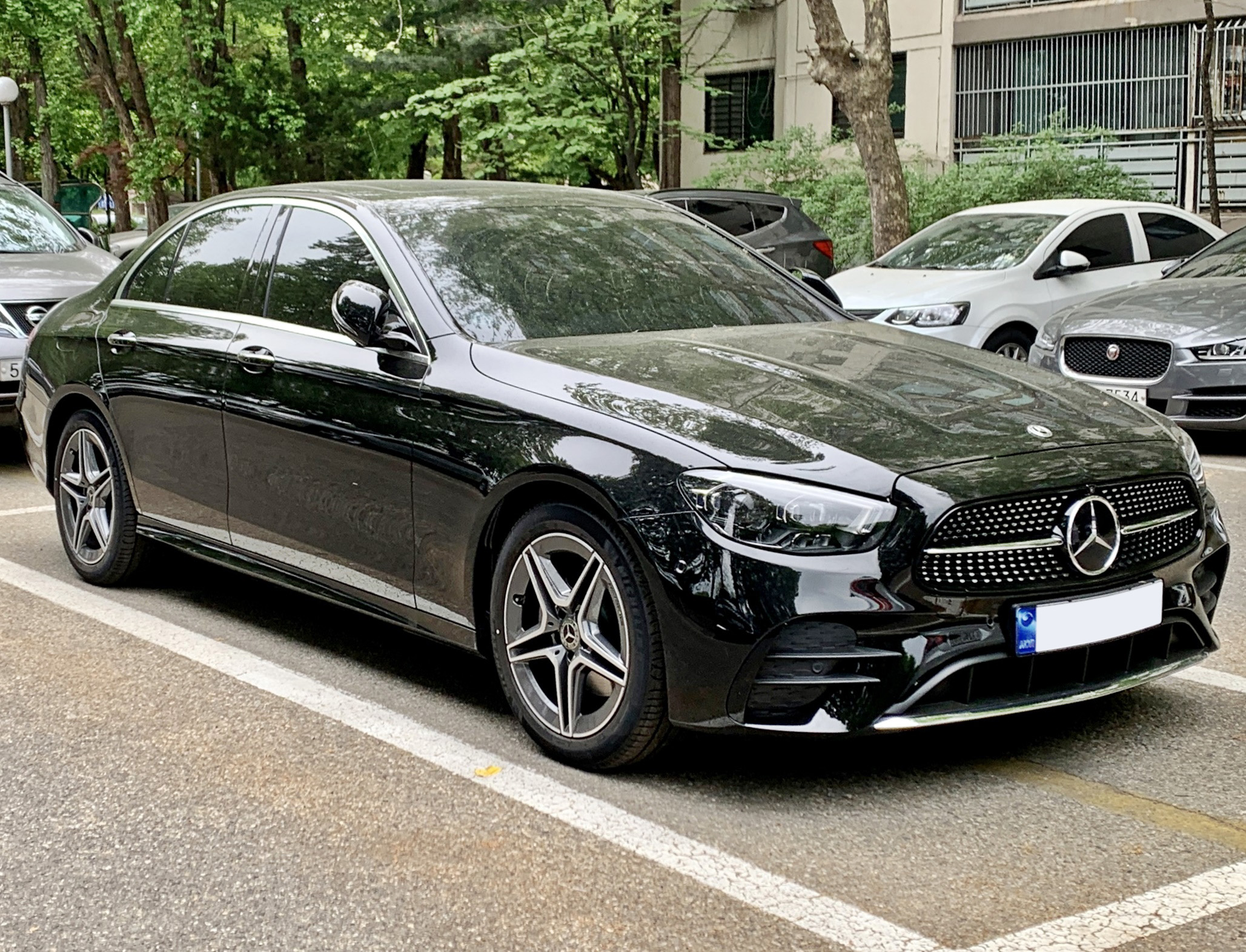
2010年代: Eクラス（W213）。フロントグリルにスリーポインテッド・スターを配置。同じ車種でもグレードによって使い分けられている例。
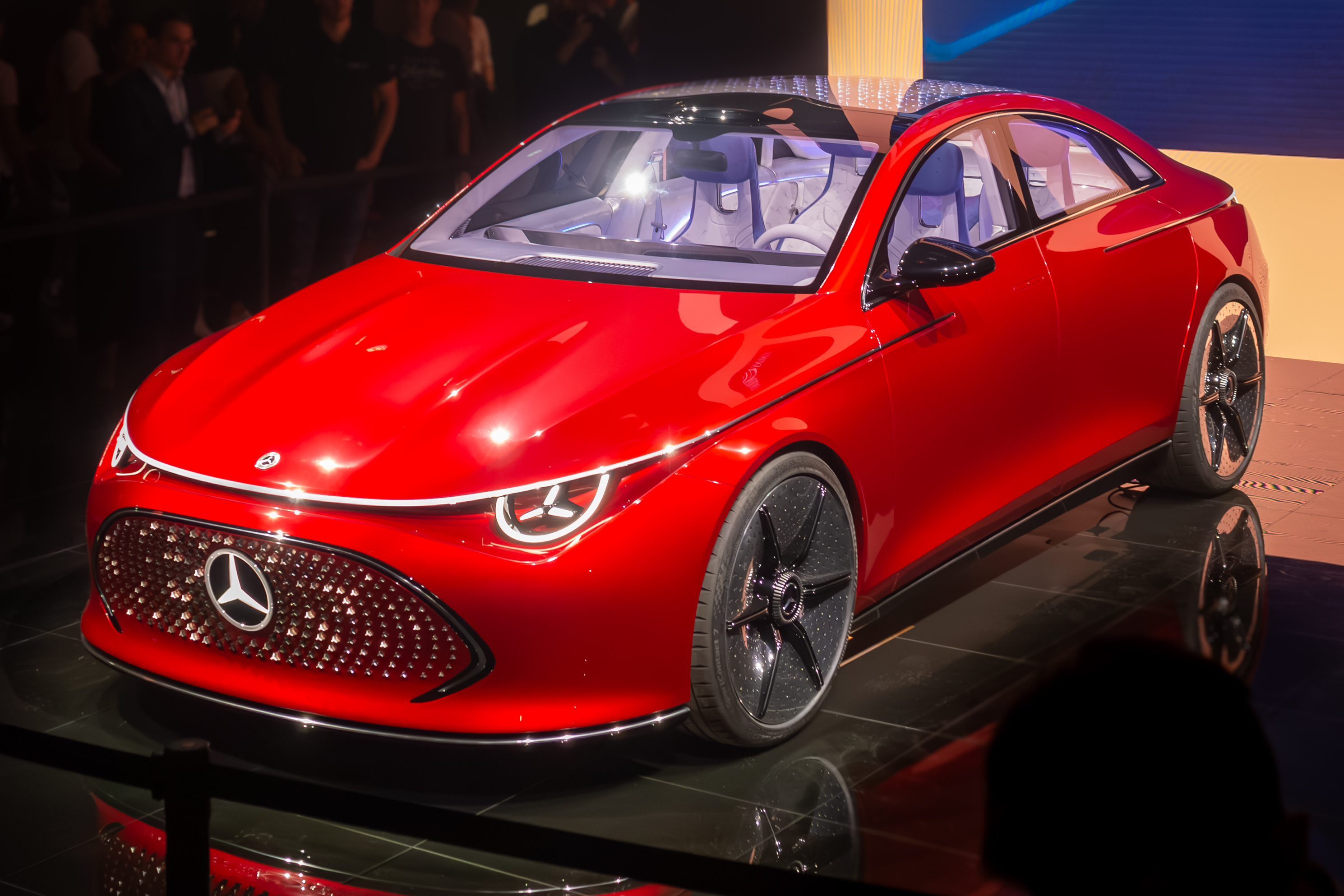
2023年：コンセプトCLAクラス。フロントライト点灯部、フロントグリルの模様、天井のガラスルーフにスリーポインテッド・スターの形を取り入れている。このコンセプトカーで示された使用例は2023年前後から一部の市販車に適用されている。
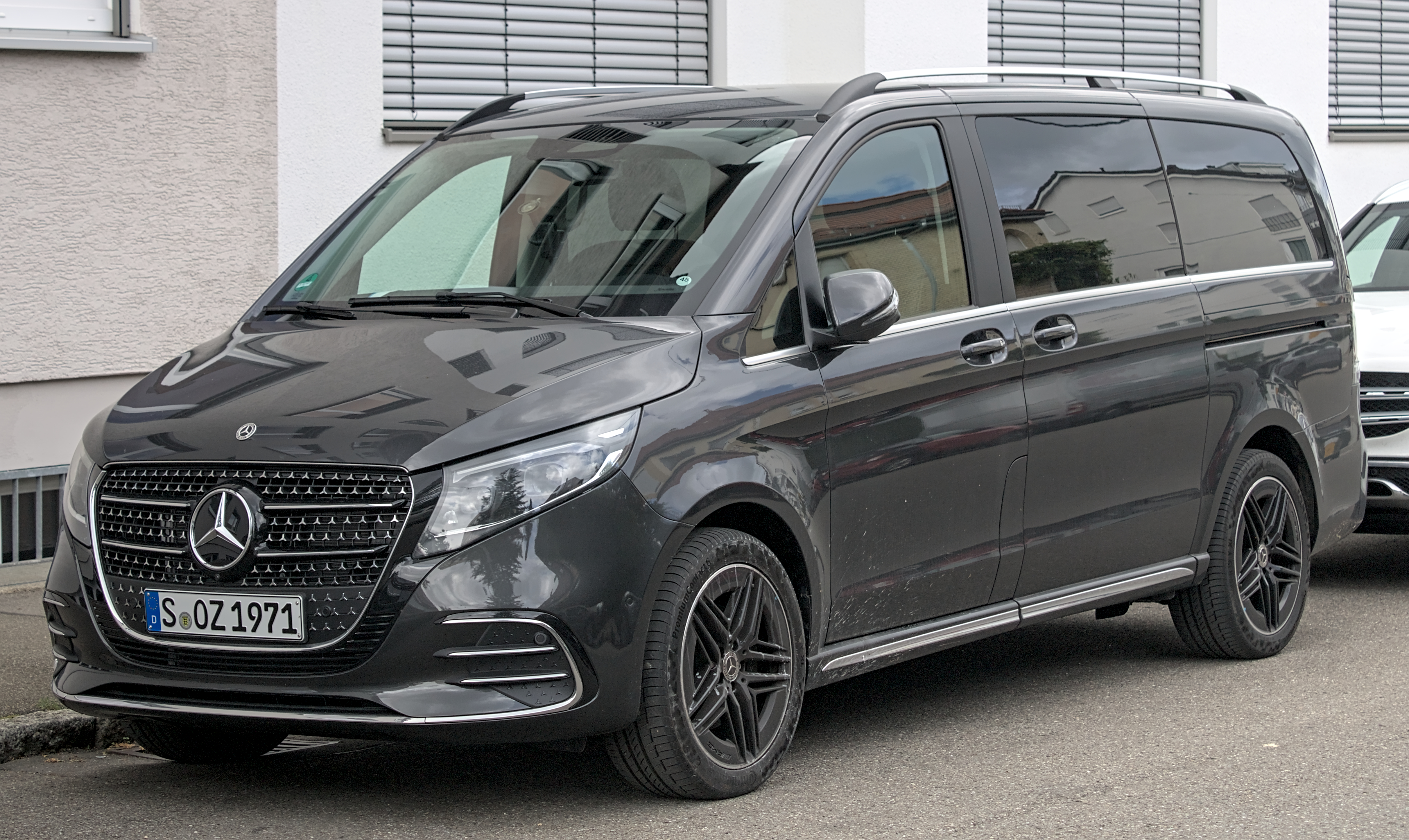
2020年代: Vクラス（W447・2024年フェイスリフト）。フロントラジエーターグリルに小さいスリーポインテッド・スターを大量に配置。
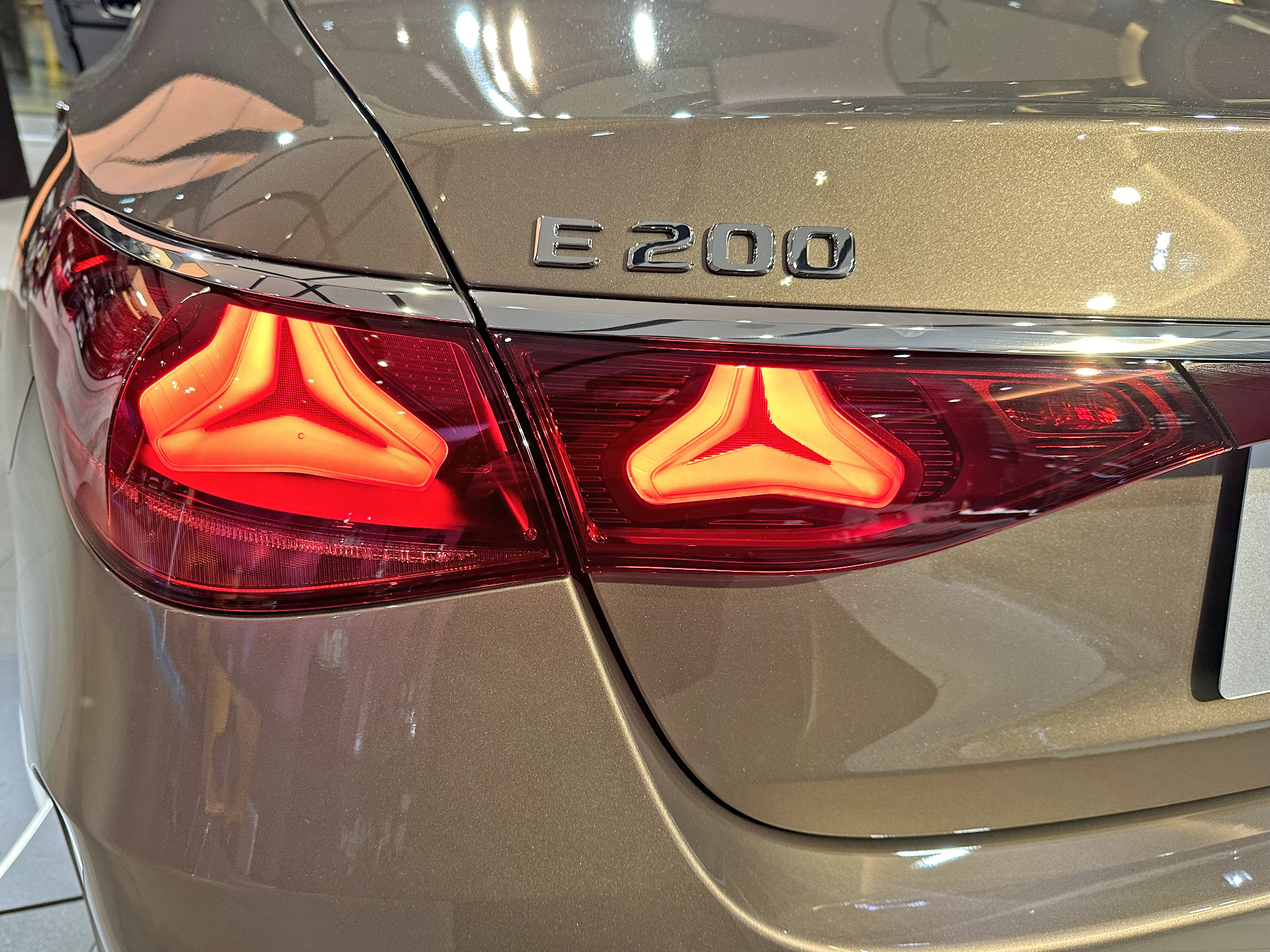
2020年代: Eクラス（W214）。テールライトがスリーポインテッド・スターの形に点灯。

## 建造物における使用
自動車関連メーカーでは、ロゴマークのオブジェを販売店などに掲げることは広く行われているが、スリーポインテッド・スターの場合は、販売店が存在しない建物にも広告塔としてしばしば掲げられている。その総数はメルセデス・ベンツ・グループ社でも正確なところは把握していないものの、販売店に掲げられているものも含めれば、600を超えると考えられている。
あまりにも数が増えたため、1995年には「こうした目立つ形での使用は本社が指定した販売店に限るべきだ」として、新規の設置が制限されたことがあるが、方針の変更により、この制限は1999年に解除された。
メルセデス・ベンツ車の販売店などを除くと、建造物の上にオブジェとして置いた著名な使用例として、下記の例がある。
- メルセデスハウス（ドイツ・ベルリン） - 1937年にアヴスにおけるレースの観戦用として建てられた「メルセデスタワー」と呼ばれる円筒形の建物の上に、直径3メートルのオブジェが置かれている[11]（設置された時期は不明[注釈 7]）。現在の建物はホテル（モーテル・アヴス）として使用されている。
- シュトゥットガルト中央駅（英語版）（ドイツ・シュトゥットガルト） - 1952年に設置[10][12]。直径5メートル[10][12]。同市にはメルセデス・ベンツ・グループが本社を置いている。
- ヨーロッパセンター（英語版）（ドイツ・ベルリン） - 1965年（センター開設時）に設置[10][13]。直径10メートル、重量10トン[13]。1分間で2回転し、回転するスリーポインテッド・スターとしては世界最大とされる[13][注釈 8]。ネオンサインになっており夜間は点灯し、「世界最大の油圧式回転ネオン」としてギネスブックに掲載された[13]。建設当時、建物が所在したのは西ベルリンで[注釈 9]、「ベルリン市内の至るところから見える」と言われた位置取りであり、東側（東ベルリン）に西側の華やかさを示す広告塔という意味合いがあった[10]。
- ニュルブルクリンク - グランプリコースの1コーナー先のスタンドの頂上にオブジェが置かれている。
- メルセデス橋（ドイツ語版）（オーストリア・シュタイアーマルク州バート・アウスゼー（英語版）） - このケースはオブジェではなく、2005年に建設された橋[14]。当時のダイムラークライスラーの協力の下、スリーポインテッド・スターの形を模した歩道橋として建設され、その直径は27メートルあり、世界で最も大きなスリーポインテッド・スターだと言われている[14]。
- ダイムラー・タワー（中国・北京。中国語: 戴姆勒大厦） - 2008年に設置。仕様はベルリンのヨーロッパセンターに設置されているものと似ており、直径が10メートルあり、回転機能を有する[10]。

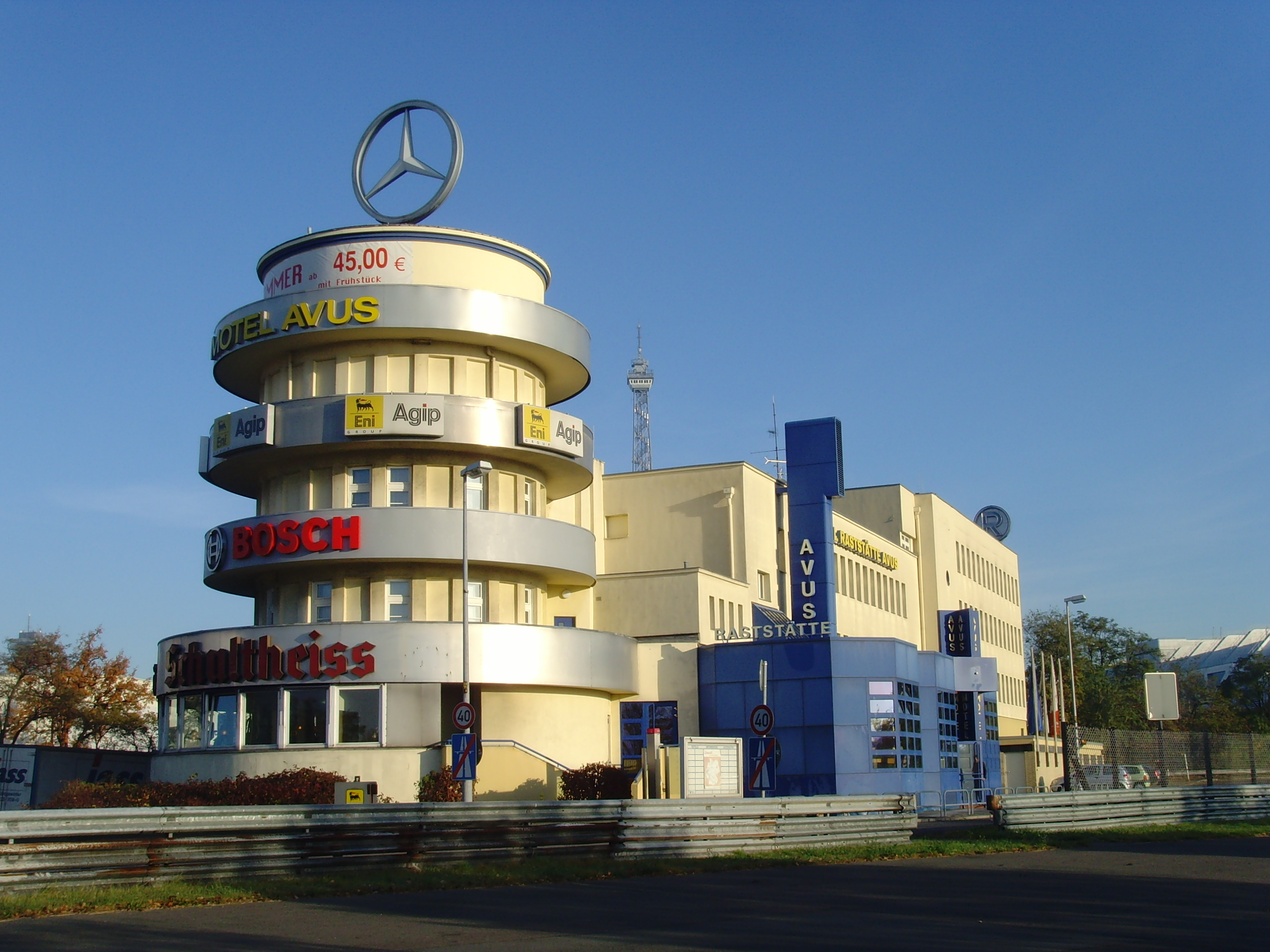
モーテル・アヴス（ベルリン）
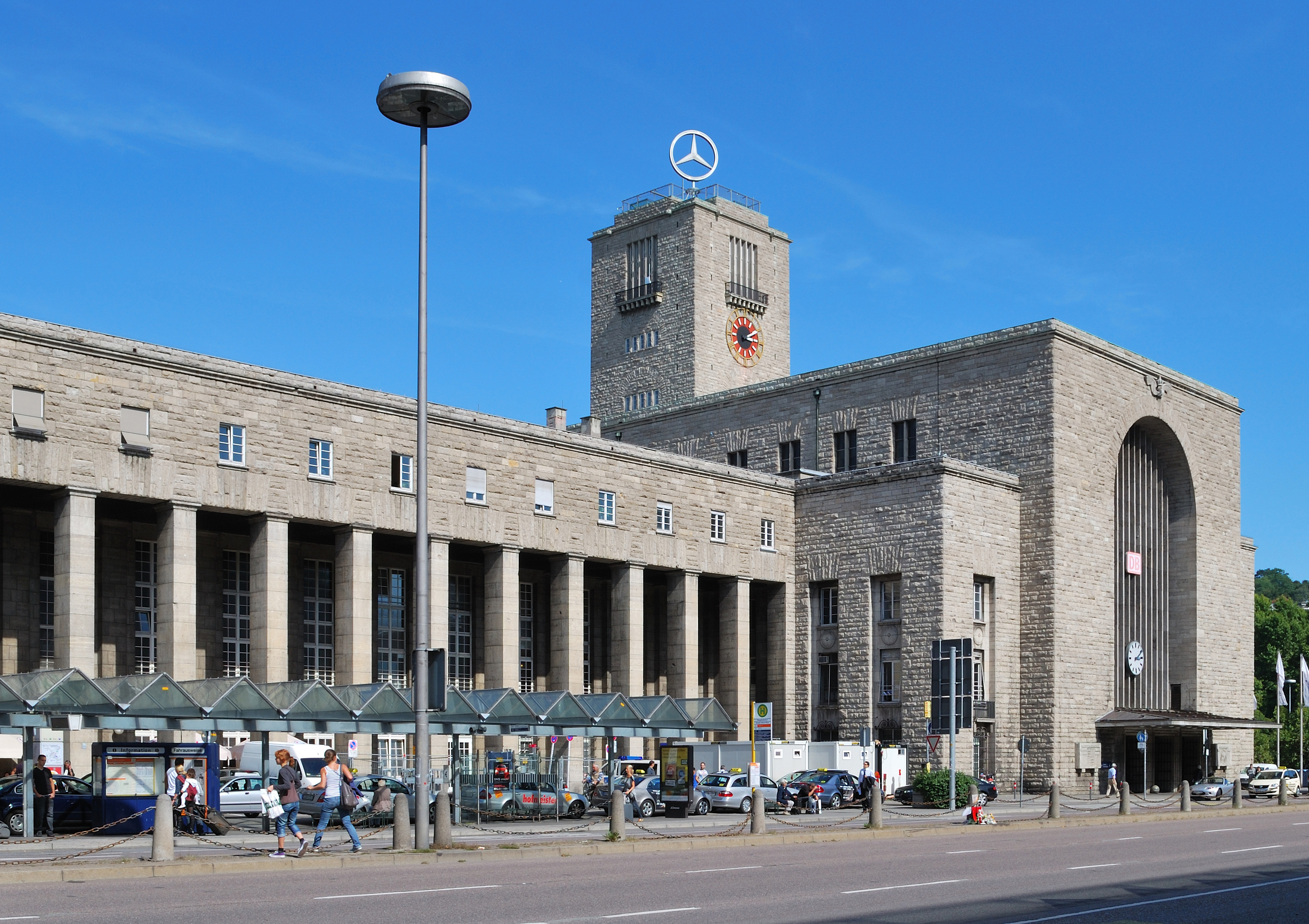
シュトゥットガルト中央駅
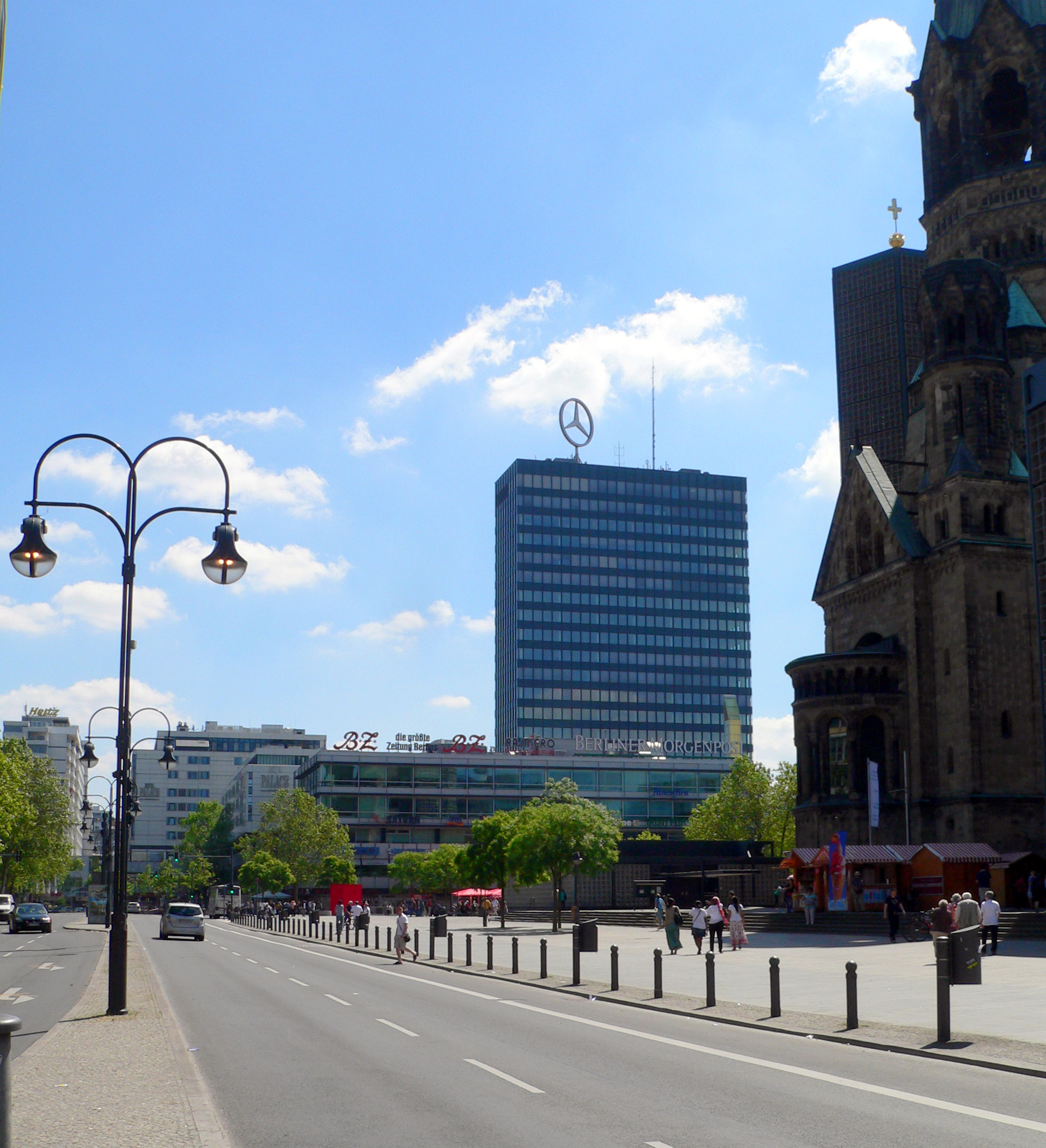
ヨーロッパセンター（ベルリン）
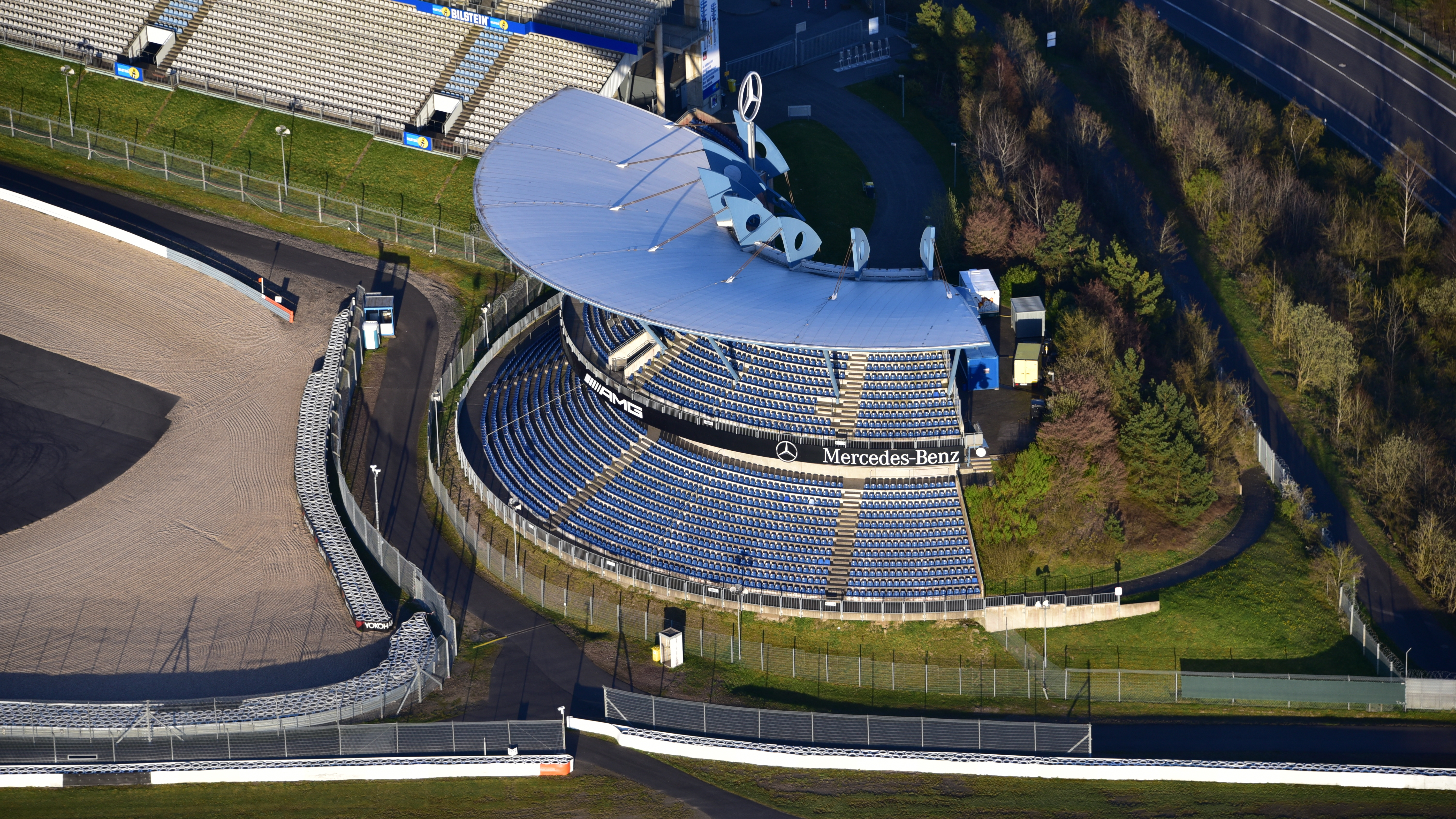
ニュルブルクリンクのメルセデスアリーナ区間に面したグランドスタンド
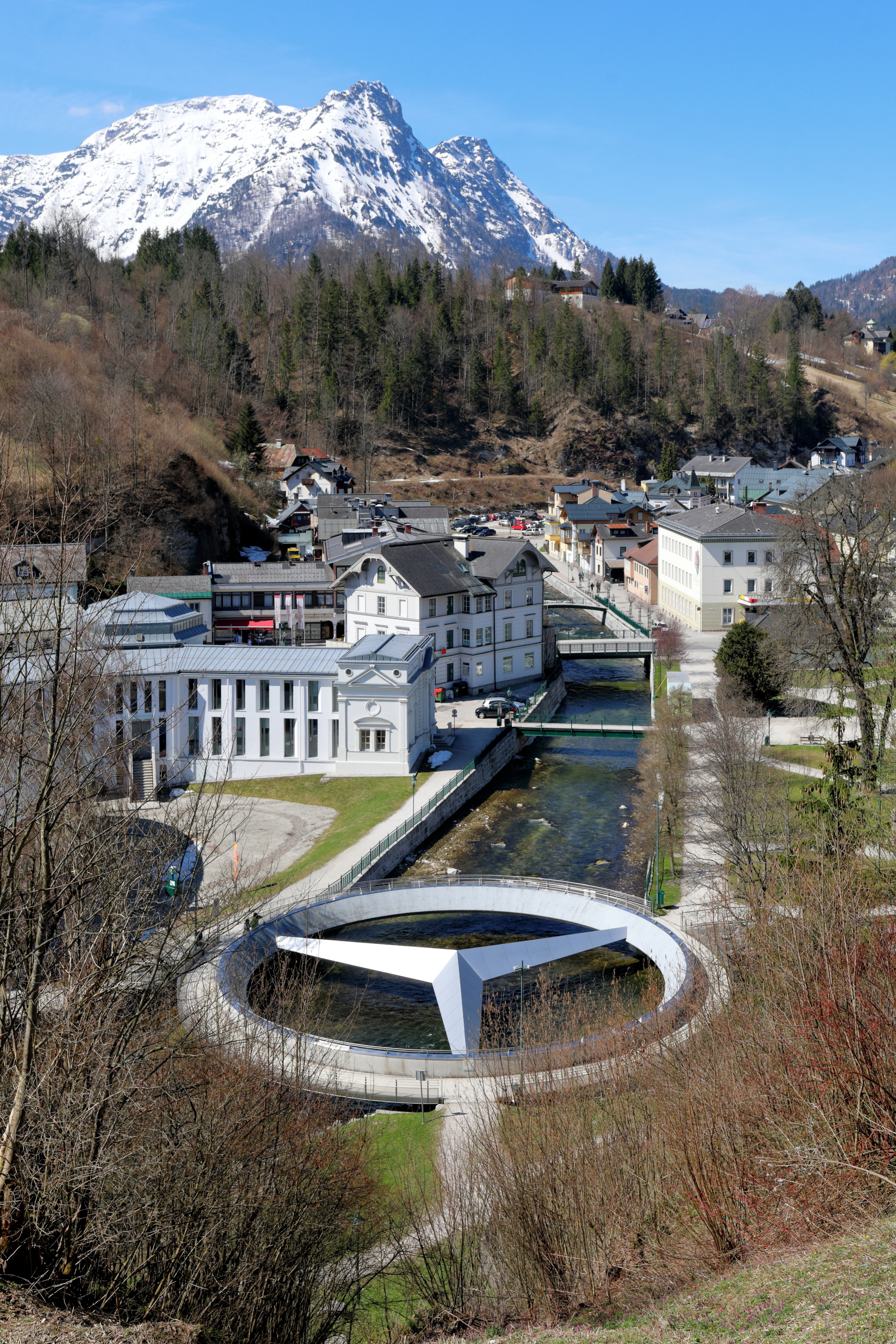
メルセデス橋（バート・アウスゼー）
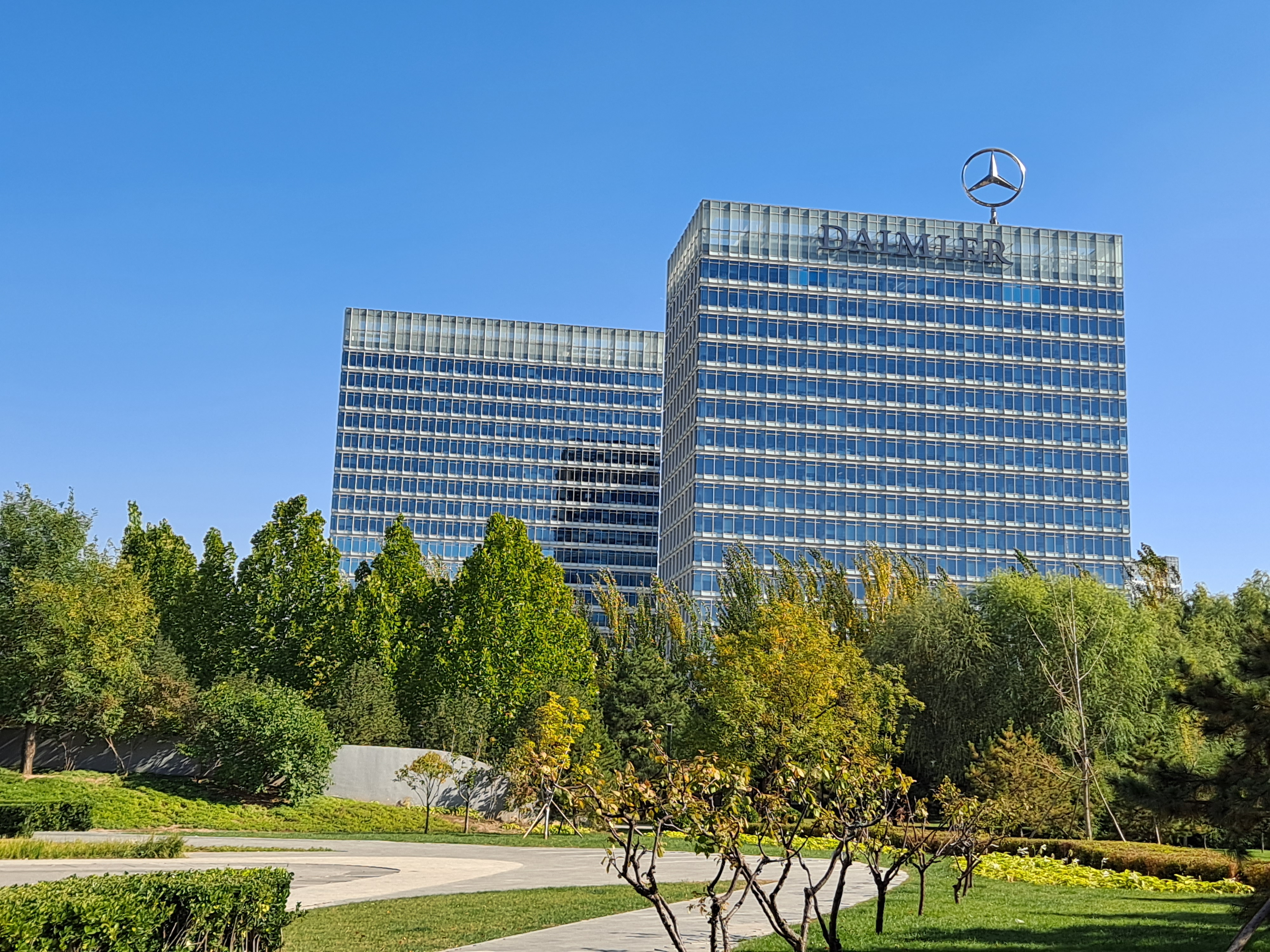
ダイムラータワー（北京）

### 過去にオブジェを掲げていた建造物
- ドム・ナ・ナベレジュノイ（英語版）（ロシア・モスクワ） - 2001年から屋上に直径8メートルのオブジェが設置されていた。2011年に撤去された。

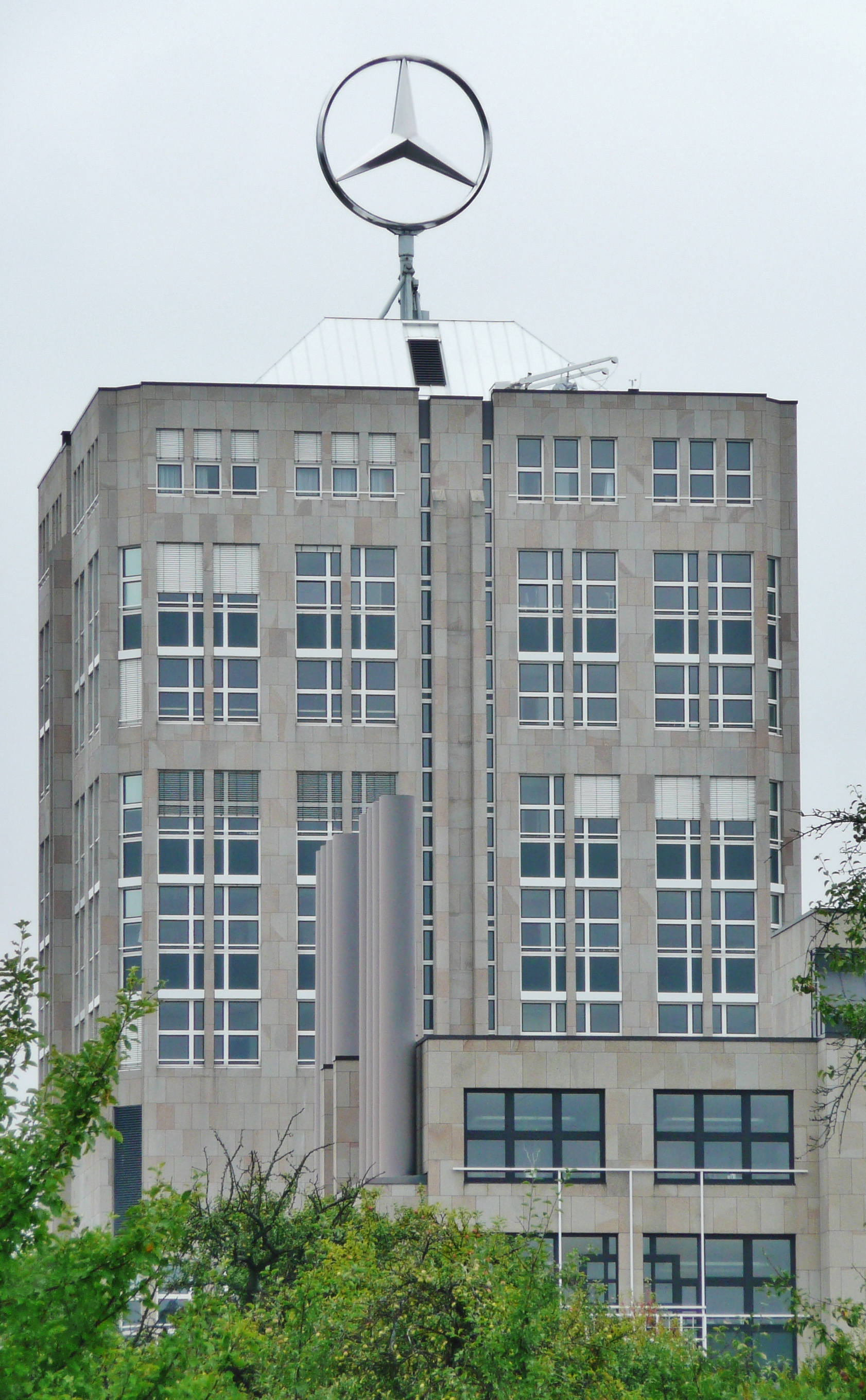
ダイムラークライスラー時代の旧本社ビル（シュトゥットガルト）
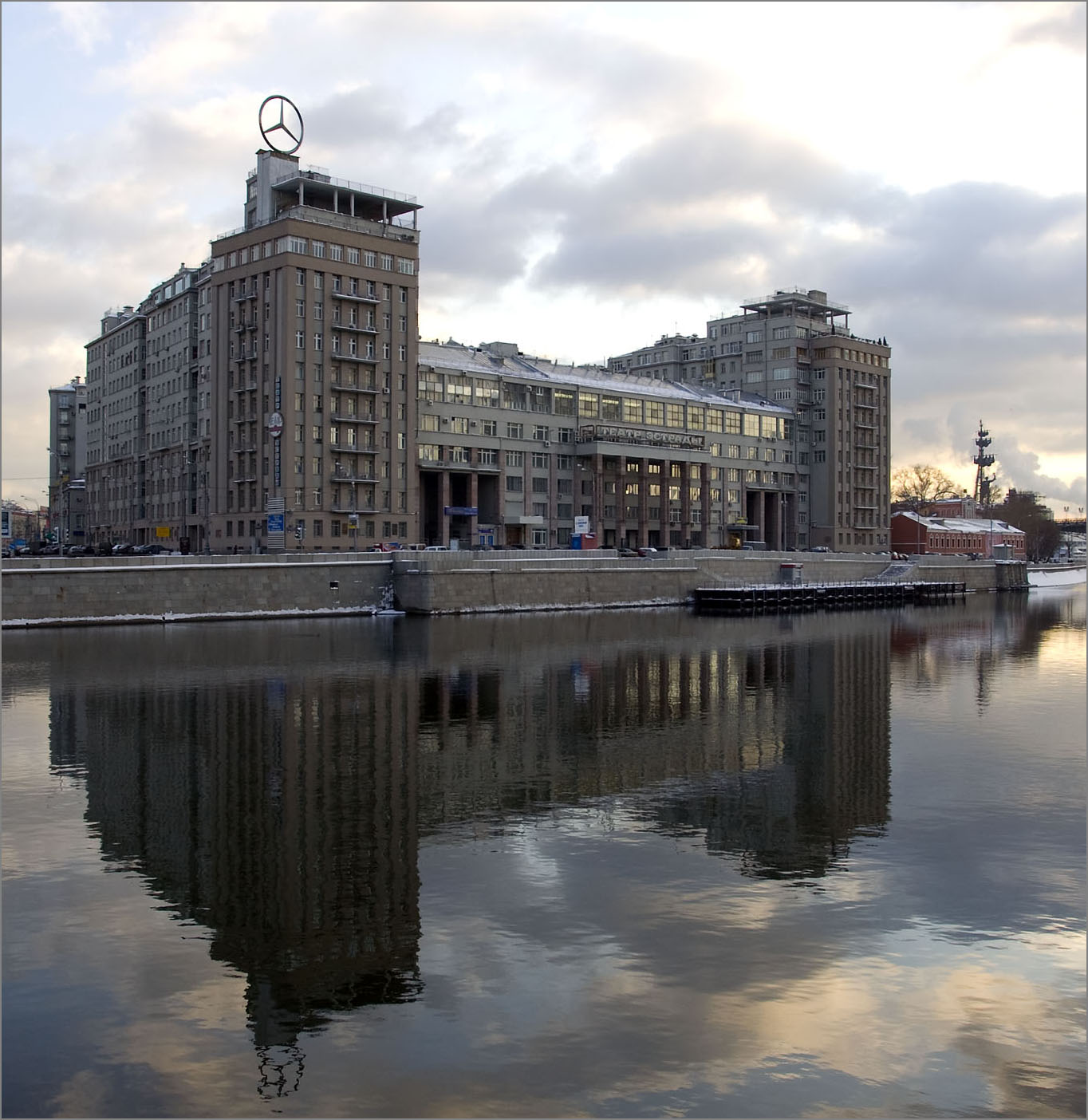
ドム・ナ・ナベレジュノイ（モスクワ）
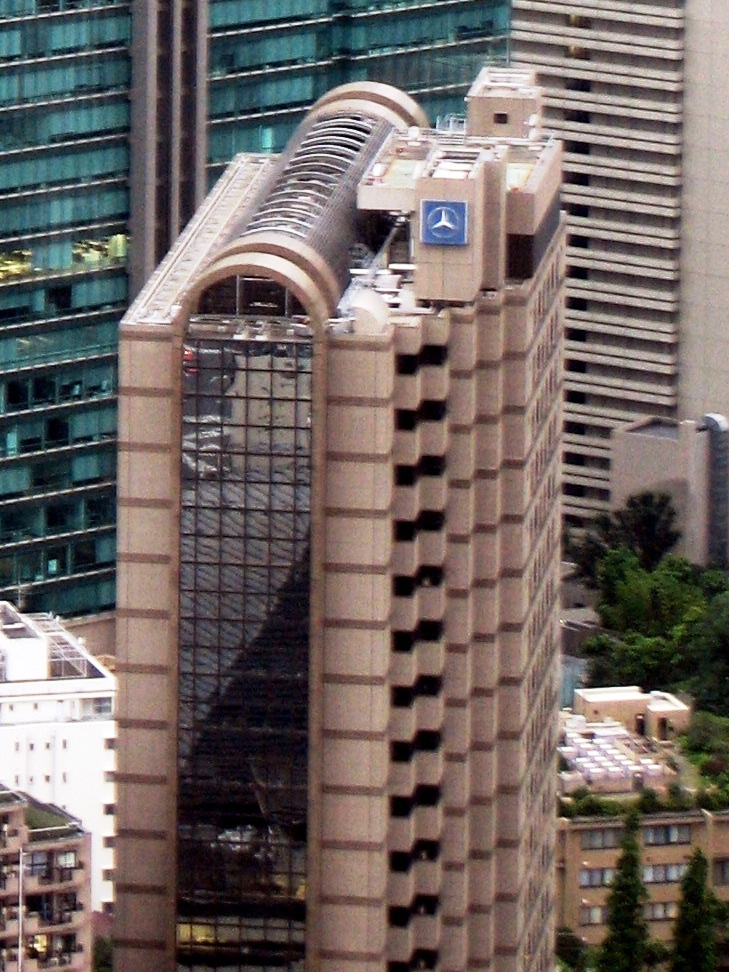
六本木ファーストビル[注釈 10]